# هیرلن
شهر هیرلن (به هلندی: Heerlen) در لیمبورخ در کشور هلند واقع شده‌است. جمعیت این شهر ۸۹٫۶۳۳ نفر  است.